# سانتا باربرا سيستيماس
سانتا باربرا سيستيماس هي شركة إسبانية لصناعة الأسلحة تقع في مدريد، هي واحدة من أولى المزودين للجيش الإسباني ومسوؤلة عن تجميع مركبات ثقيلة مثل دبابة القتال الرئيسية ليوبارد 2 إي وسيارات بيزارو للصدام مع المشاة. خطوط الإنتاج الأساسية في شركة سانتا باربرا سيستيماس هي المركبات المدرعة، المركبات الخاصة والبرمائية، منظومات الأسلحة، ذخائر وصواريخ، والبحث والتطوير.
اكتسبت جنرال ديناميكس شركة سانتا باربرا سيستيماس من الحكومة الإسبانية 25 يوليو عام 2001.

## المنتجات والبرامج

### أسلحة وأنظمة
- أسلحة نارية
  - سي إي تي أم إي، بندقية هجومية.

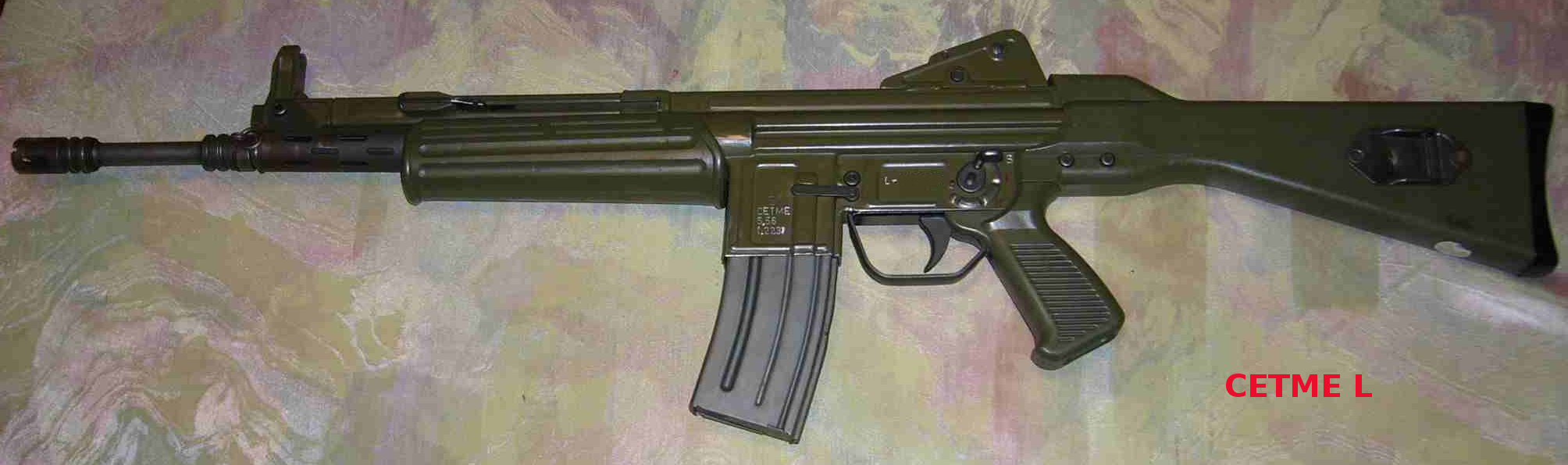
سي إي تي أم إي البندقية الهجومية

  - سي إي تي أم إي أيملي (CETME Ameli)، بندقية ألية خفيفة.
  - سي بي ل أي جي 40، قاذف قنابل ألي.

### برامج تعاونية
- مركبات مدرعة
  - دبابة ليوبارد 2 إي
  - دبابة أي أم أكس-30 أي